# Barby (Adelsgeschlecht)

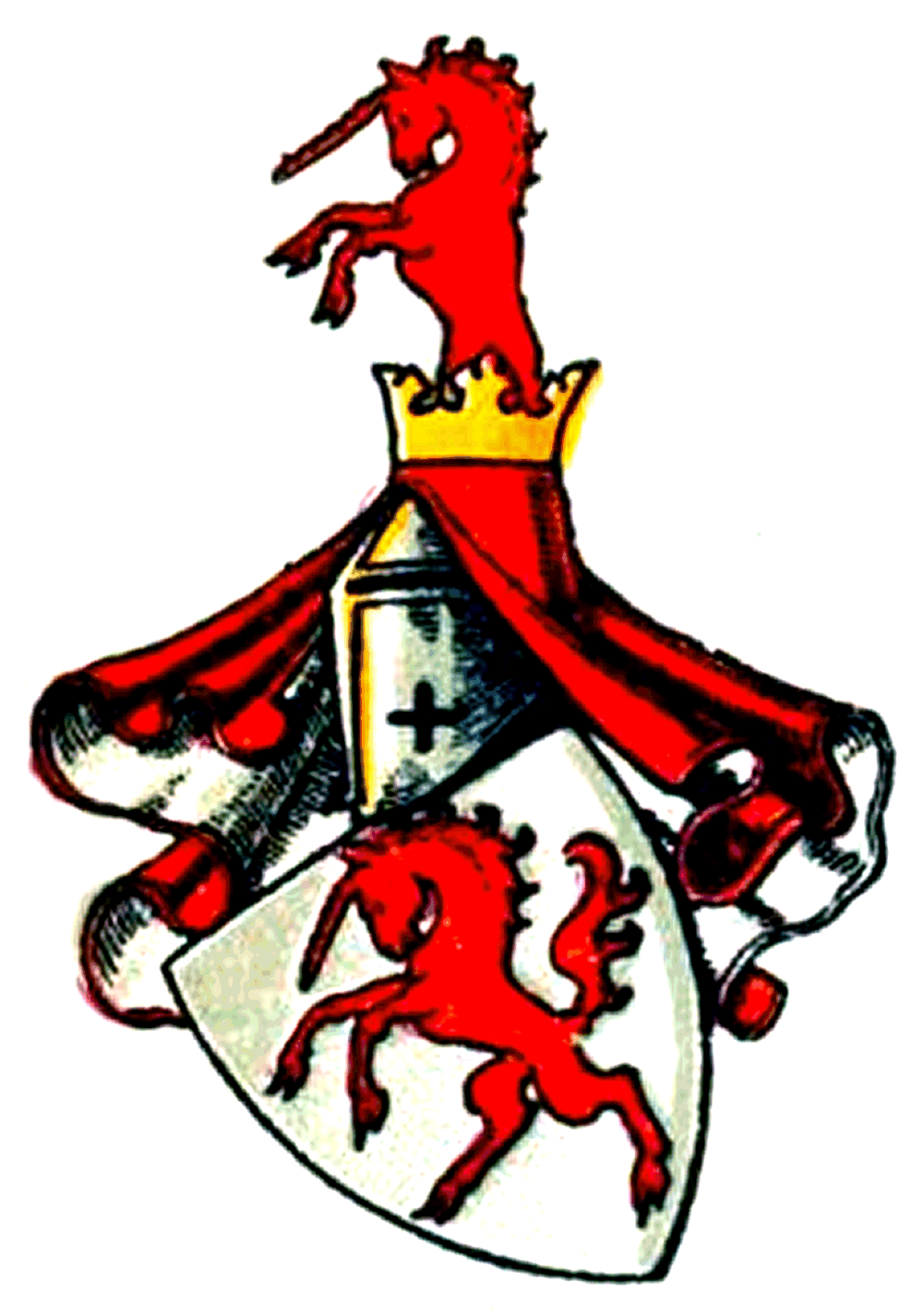
Wappen derer von Barby

Barby ist der Name eines alten Adelsgeschlechts aus der Region Magdeburg. Es ist nicht verwandt mit dem Geschlecht der Grafen von Barby. Der Familienname ist zurückzuführen auf die frühere Burg Barby an der Elbe und den Namen der dort herrschenden Edlen Herren und späteren Grafen von Barby.
Die Schreibweise des Namens war zunächst sehr uneinheitlich, z. B. de Barbi, de Barbey, van Barby, von Barbye, de Barby, de Barboy, de Barbii, bevor sich die heutige Schreibweise des Namens der Stadt Barby wie auch des Geschlechtes einbürgerte.

## Geschichte
1296 wird urkundlich erstmals ein Joannes de Barbi anlässlich einer Schenkung des Herzogs Heinrich von Braunschweig an das Kloster Jerichow genannt. Als Stammvater der Familie gilt Hans von Barby, der um 1223 gelebt haben soll. Nachgewiesen ist 1304 (in der 3. Generation der Stammreihe) in einer Urkunde der Markgrafen von Brandenburg Ritter Wipard van Barby, der Anfang des 14. Jahrhunderts auch in weiteren Urkunden auftritt.
Die Stammväter waren anfangs Erbherren zu Jerichow mit Klitzing und Ferchland, ab 1423 Amtsinhaber von Loburg und seit 1457 Besitzer von Loburg sowie Isterbies und Kalitz.
Das Gut Loburg I (Landkreis Jerichower Land) war bis 1945 im Besitz der Familie; hinzu kam 1841 (ebenfalls bis 1945) das Gut Großgestewitz im (Burgenlandkreis). Neben diesen beiden Linien entwickelten sich weitere Zweige der Familie in Dessau und Wiesbaden.

Wappen derer von Barby

## Wappen
Das Wappen zeigt in Silber ein steigendes rotes Einhorn. Auf dem bekrönten Helm mit rot-silbernen Decken ein wachsendes rotes Einhorn.
Die älteste Darstellung des Einhorn-Wappens zeigt das Siegel des Wyprecht van Barbey auf einer Urkunde des Bischofs Burchard II. von Havelberg von 1363.
Der Wappenspruch lautet: „Omnia cum deo, nihil sine eo“ (Alles mit Gott, nichts ohne ihn).

## Bekannte Familienmitglieder

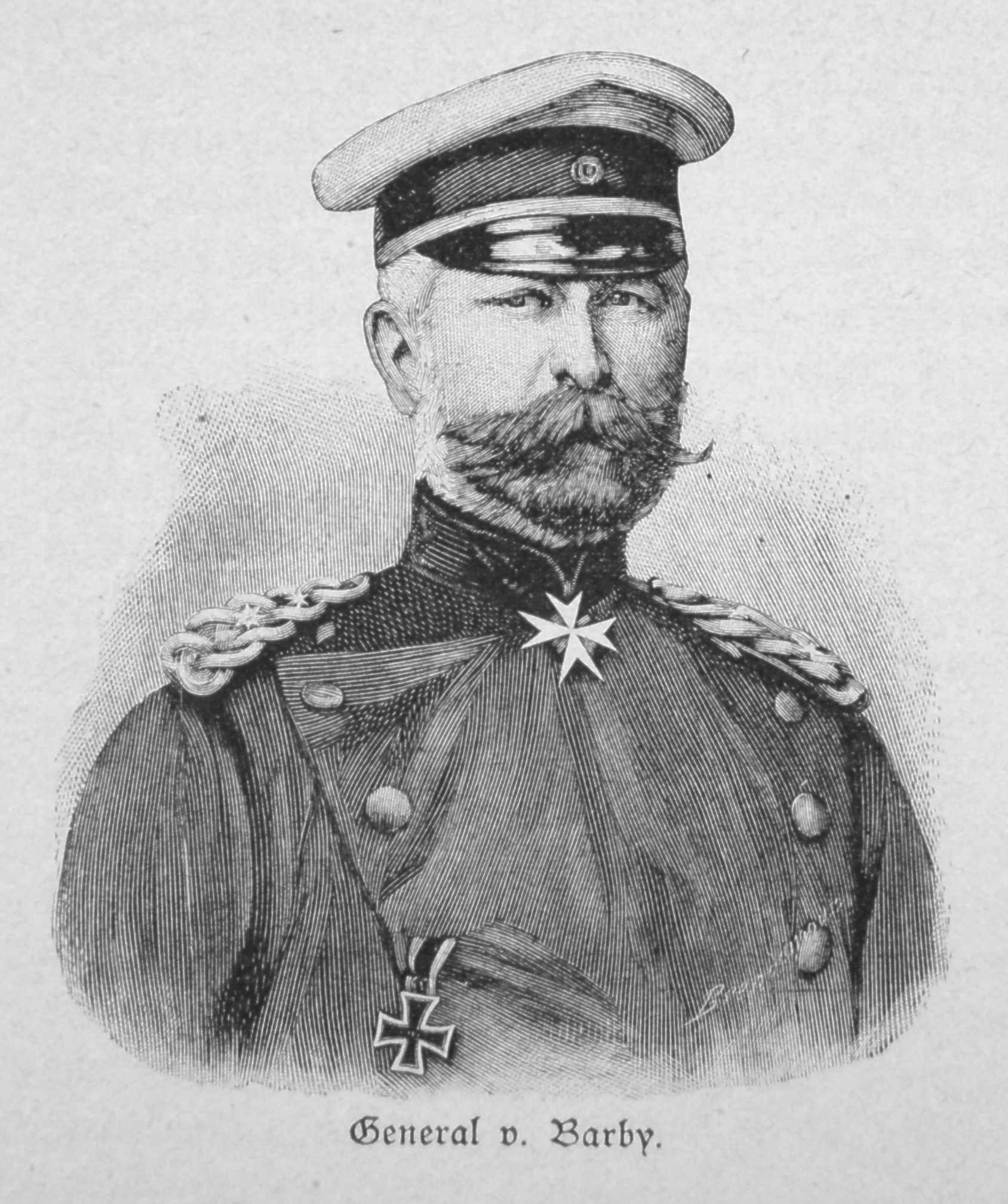
General Adalbert von Barby

- Johannes von Barby (vor 1405–1445), Domdechant zu Magdeburg[3]
- Andreas von Barby (1508–1559), Kanzler des dänischen Königs Christian III. und Bischof zu Lübeck
- Levin von Barby (1619–1670), Fürstlich Erzstiftisch Magdeburgischer Kammer-, Hof- und Justiz-Rat[4]
- Levin von Barby (1718–1774), preußischer Landrat
- Wilhelm von Barby (1795–1883), preußischer Generalleutnant
- Friedrich von Barby (1801–1871), preußischer Generalmajor
- Adalbert von Barby (1820–1905), preußischer General der Kavallerie, nach ihm ist die General-Barby-Straße in Berlin-Reinickendorf benannt
- Rudolf von Barby (1821–1906), preußischer Generalleutnant
- Cary von Barby (1840–1914), Herzoglich anhaltischer Kammerherr, Oberst z. D., Johanniterritter[5][6]
- Wilhelm von Barby (1866–1925), Herzoglich anhaltischer[7] Kammerherr und Oberhofmarschall in Dessau
- Hans Levin von Barby (1899–1942), Oberst[8]
- Bogislav von Barby (1912–1993), Grundbesitzer von Loburg I.
- Hans Wiprecht von Barby (1934–2015), Honorarkonsul der Bundesrepublik Deutschland in Denver, USA, Initiator der Errichtung einer Pferde-Skulptur in Berlin, Clayallee, als Symbol für die Überwindung der Teilung Deutschlands